# بلديات ليختنشتاين
تنقسم إمارة ليختنشتاين إلى 11 بلدية (Gemeinden – singular Gemeinde)، غالباً ما تتكون من بلدة واحدة. خمس منهم يقعون في الدائرة الانتخابية للقطاع السفلي (Unterland) بينما الباقية تقع في الدائرة العليا (Oberland).

## البلديات
| الشعار                    | الرمز البريدي الاسم        | تعداد السكان (31 ديسمبر 2014) | المساحة كم² | البلدة / القرية |
| ------------------------- | -------------------------- | ----------------------------- | ----------- | --- |
| الدائرة الانتخابية السفلى |                            |                               |             | |
| Ruggell                   | 9491 روغل Ruggell          | 2146                          | 7,4         | روغل Ruggell |
| Schellenberg              | 9488 شلينبرغ Schellenberg  | 1053                          | 3,5         | شلينبرغ Schellenberg |
| Gamprin                   | 9487 جامبغن Gamprin        | 1657                          | 6,1         | جامبغن Gamprin بندن Bendern |
| Eschen                    | 9492 ايشن Eschen           | 4313                          | 10,3        | ايشن Eschen نندلن Nendeln |
| Mauren                    | 9493 ماوغن Mauren          | 4189                          | 7,5         | ماوغن Mauren شانفالد Schaanwald |
| الدائرة الانتخابية العليا |                            |                               |             | |
| Schaan                    | 9494 شان Schaan            | 5963                          | 26,8        | شان Schaan موليهولز Mühleholz |
| Planken                   | 9498 بلاينكن Planken       | 424                           | 5,3         | بلاينكن Planken هنتشلينبرغ Hinterschellenberg |
| Vaduz                     | 9490 فادوز Vaduz           | 5425                          | 17,3        | فادوز Vaduz ايبنهولز Ebenholz |
| Triesenberg               | 9497 تريسينبرغ Triesenberg | 2604                          | 29,8        | تريسينبرغ Triesenberg غافلاي Gaflei, مالبون Malbun , مازيشا Masescha, روغتنبودن Rotenboden, زامينا Samina, زيلوم Silum, شتيغ Steg, زوكا Sücka, فانغبيرغ Wangerberg |
| Triesen                   | 9495 تريسين Triesen        | 5009                          | 26,4        | تريسين Triesen |
| Balzers                   | 9496 بالزرس Balzers        | 4587                          | 19,6        | بالزرس Balzers مآلس Mäls |
| Liechtenstein             | ليختنشتاين Liechtenstein   | 37370                         | 160,0       | |